# Trachymene tenuifolia
Trachymene tenuifolia är en flockblommig växtart som först beskrevs av Karel Domin, och fick sitt nu gällande namn av Brian Laurence Burtt. Trachymene tenuifolia ingår i släktet Trachymene och familjen flockblommiga växter. Inga underarter finns listade i Catalogue of Life.